# Bekölce
Bekölce község Heves vármegyében, a Bélapátfalvai járásban, Eger vonzáskörzetében.

## Fekvése
A szomszédos településektől, Borsodnádasdtól 7 kilométerre, Egercsehitől 3 kilométerre, Mikófalvától 5 kilométerre, Szentdomonkostól 9 kilométerre helyezkedik el, a Bekölcei-patak mentén, a Heves–Borsodi-dombság délkeleti határán, a Bükk-vidék területén. A járási központ, Bélapátfalva 8 kilométerre található, míg a vármegyeszékhely, Eger 26 kilométerre.
A település legfontosabb megközelítési útvonala az Egercsehit Mikófalvával összekötő 2510-es út, ez dél felől Szabadság út néven éri el a faluközpontot, majd onnan egy iránytörést követően Béke út néven, a Bekölcei-patak folyásával nagyjából párhuzamosan, keleti irányban hagyja el a község közigazgatási területét. Egy rövid szakaszon érinti Bekölce területét, a központtól nyugat-északnyugati irányban a 25-ös főút is, onnan – az 50+850-es kilométerszelvénytől – a 25 105-ös út vezet a településre, ez a község tényleges főutcája (helyi neve, a 2510-es eléréséig ugyancsak Béke út).

## Története
Régi magyar település, amely hol Borsod, hol Heves vármegyéhez tartozott. Eredetileg a hevesi várszerkezet tartozéka volt. Első írásos említése egy 1300 körüli oklevélben történik Bukolche néven. Nevét tulajdonosáról, a Bekölczey családról kapta.
1484-ig Bekölce a Bekölczey család birtoka volt, majd a család kihaltával Mátyás király az itteni birtokot a Czoborszentmihályi Czoboroknak és a Farnosiaknak adományozta.
1492-ben Borsod vármegyéhez tartozott, az 1546 évi adóösszeírás már Heves vármegye helységei között sorolta fel, ekkor 6 portája volt.
1589-1590 között, Rákóczi Zsigmond egri kapitány számadásai szerint az egri várba szolgáltatta be a tizedet. Az 1635-ben 1 3/4, 1647-ben 2, 1675-ben 3/4, 1686-ban 1/2 portát írtak itt össze.
Az évszázadok során többször is kihalt, legutoljára az 1688-as dézsmalajstrom jelezte elpusztult faluként.
1693-ban Heflany György, Kacsondy Péter, György és Sándor, később a Szentmiklóssynak birtokában volt.
1777-ből való a községi pecsét.
A 19. század első felében Draskóczy Sámuel birtoka volt, kinek révén a Lipthayak voltak itt birtokosok.
1910-ben 836 magyar lakosa volt, melyből 835 római katolikus, 1 izraelita volt.
A 20. század elején Heves vármegye Pétervásárai járásához tartozott.

## Közélete

### Polgármesterei
- 1990–1994: Dorkó János (független)[3]
- 1994–1998: Dorkó János (független)[4]
- 1998–2002: Dorkó János (független)[5]
- 2002–2006: Vitéz Sándor (független)[6]
- 2006–2008: Liktor István (független)[7]
- 2008–2010: Dr. Horoghné dr. Németh Katalin (független)[8]
- 2010–2013: Dr. Horoghné dr. Németh Katalin (független)[9]
- 2013–2014: Gálné Mátrai Ágnes (független)[10]
- 2014–2019: Gálné Mátrai Ágnes (független)[11]
- 2019–2024: Gálné Mátrai Ágnes (független)[12]
- 2024– : Dorkó Valéria (független)[1]

A településen a 2002. október 20-án megtartott önkormányzati választás érdekessége volt, hogy az országos átlagot jóval meghaladó számú, összesen 7 polgármesterjelölt indult. Ilyen nagy számú jelöltre abban az évben az egész országban csak 24 település lakói szavazhattak, ennél több (8 vagy 10) aspiránsra pedig hét másik településen volt példa.
2008. december 21-én időközi polgármester-választást (és képviselő-testületi választást) kellett tartani Bekölcén, az előző képviselő-testület önfeloszlatása miatt. A választáson a hivatalban lévő polgármester is elindult, de három jelölt közül csak a második helyet érte el.
Ugyanilyen okból kellett a bekölcei lakosoknak 2013. szeptember 15-én is időközi választást tartaniuk, és a végeredmény is nagyon hasonlóan alakult, mint öt évvel korábban.

## Népesség
A település népességének változása:
| Lakosok száma | 617  | 594  | 591  | 575  | 600  | 621  | 590  |
|               | 2013 | 2014 | 2015 | 2021 | 2022 | 2023 | 2024 |

2001-ben a település lakosságának közel 100%-a magyar nemzetiségűnek vallotta magát.
A 2011-es népszámlálás során a lakosok 87,3%-a magyarnak, 2,3% cigánynak, 0,5% németnek, 0,2% románnak, 0,2% szlováknak mondta magát (19,4% nem nyilatkozott; a kettős identitások miatt a végösszeg nagyobb lehet 100%-nál). A vallási megoszlás a következő volt: római katolikus 63,3%, református 3,5%, evangélikus 0,3%, felekezeten kívüli 9,1% (21,8% nem nyilatkozott).
2022-ben a lakosság 87,3%-a vallotta magát magyarnak, 0,7% cigánynak, 0,3% németnek, 0,2-0,2% bolgárnak, ukránnak, szlováknak, szlovénnek és románnak, 1,2% egyéb, nem hazai nemzetiségűnek (12,3% nem nyilatkozott; a kettős identitások miatt a végösszeg nagyobb lehet 100%-nál). Vallásuk szerint 38,2% volt római katolikus, 3,2% református, 0,2% görög katolikus, 0,2% evangélikus, 0,2% ortodox, 1,7% egyéb keresztény, 0,3% egyéb katolikus, 7,2% felekezeten kívüli (48,7% nem válaszolt).

## Nevezetességei
- katolikus temploma Kisboldogasszony tiszteletére felszentelve. A jelenlegi templomot 1836 és 1840 között építették a romba dőlt régi helyén.
- Világháborús emlékmű

## Galéria

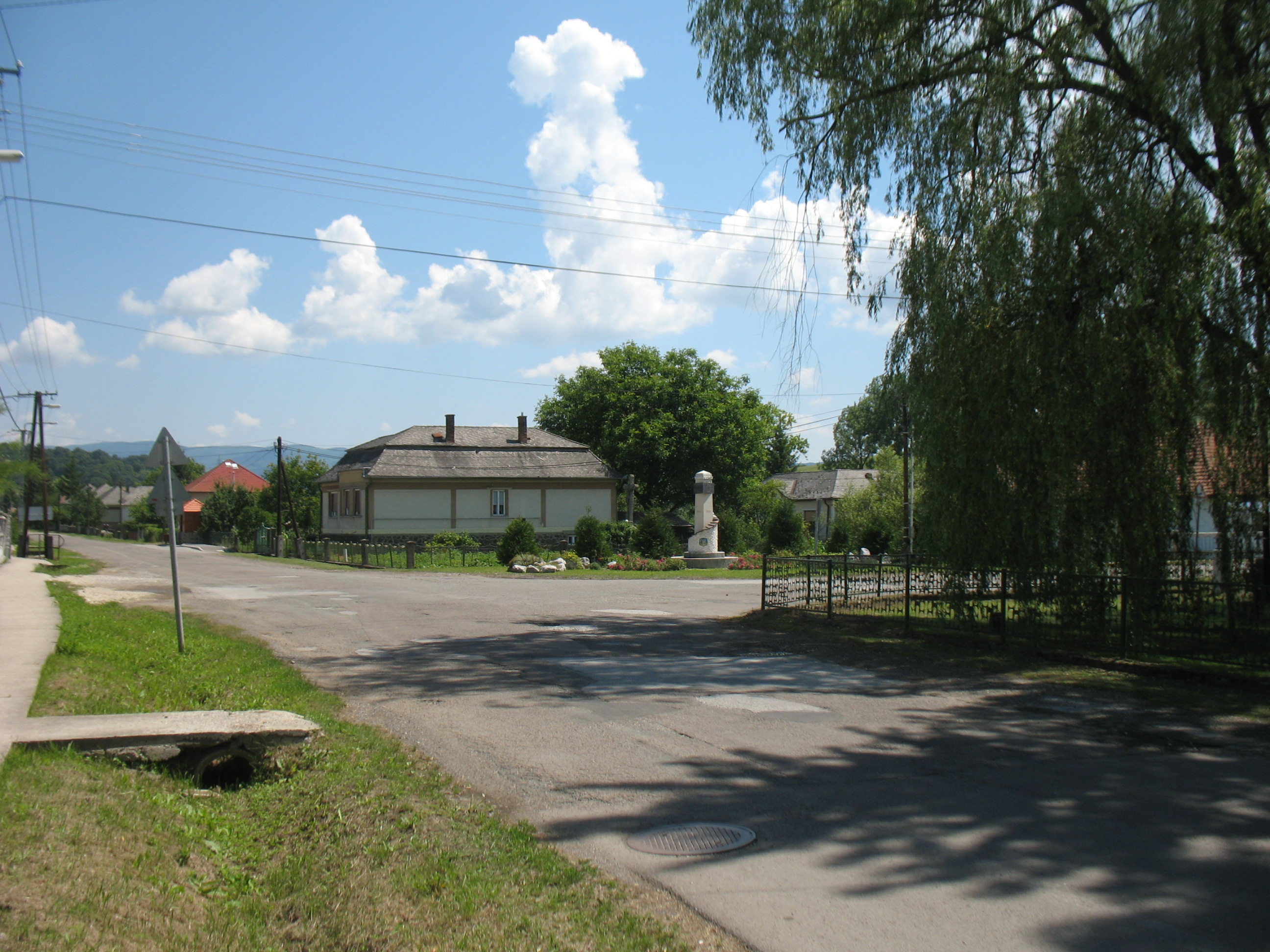
Falurészlet
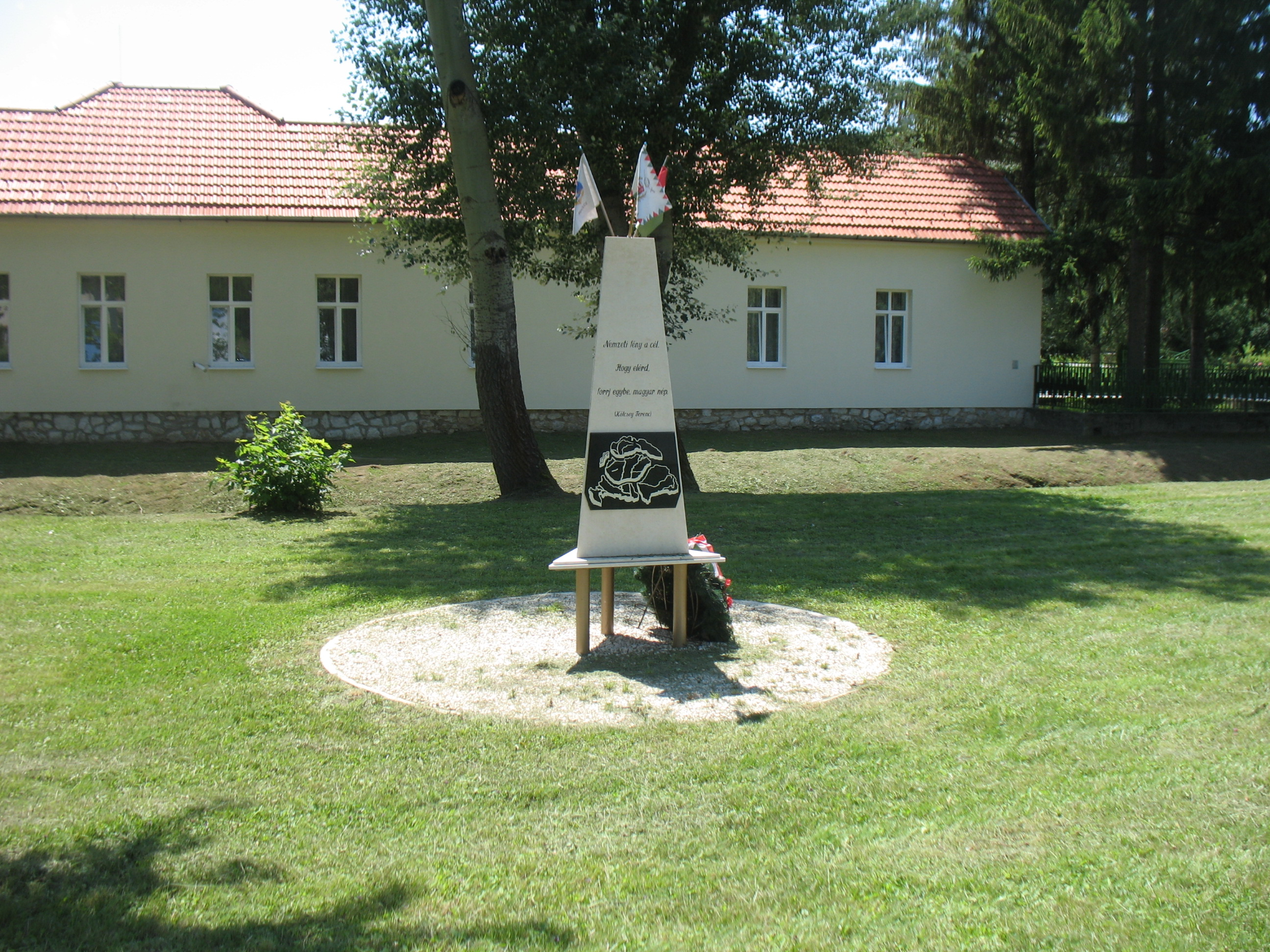
Trianoni emlékmű
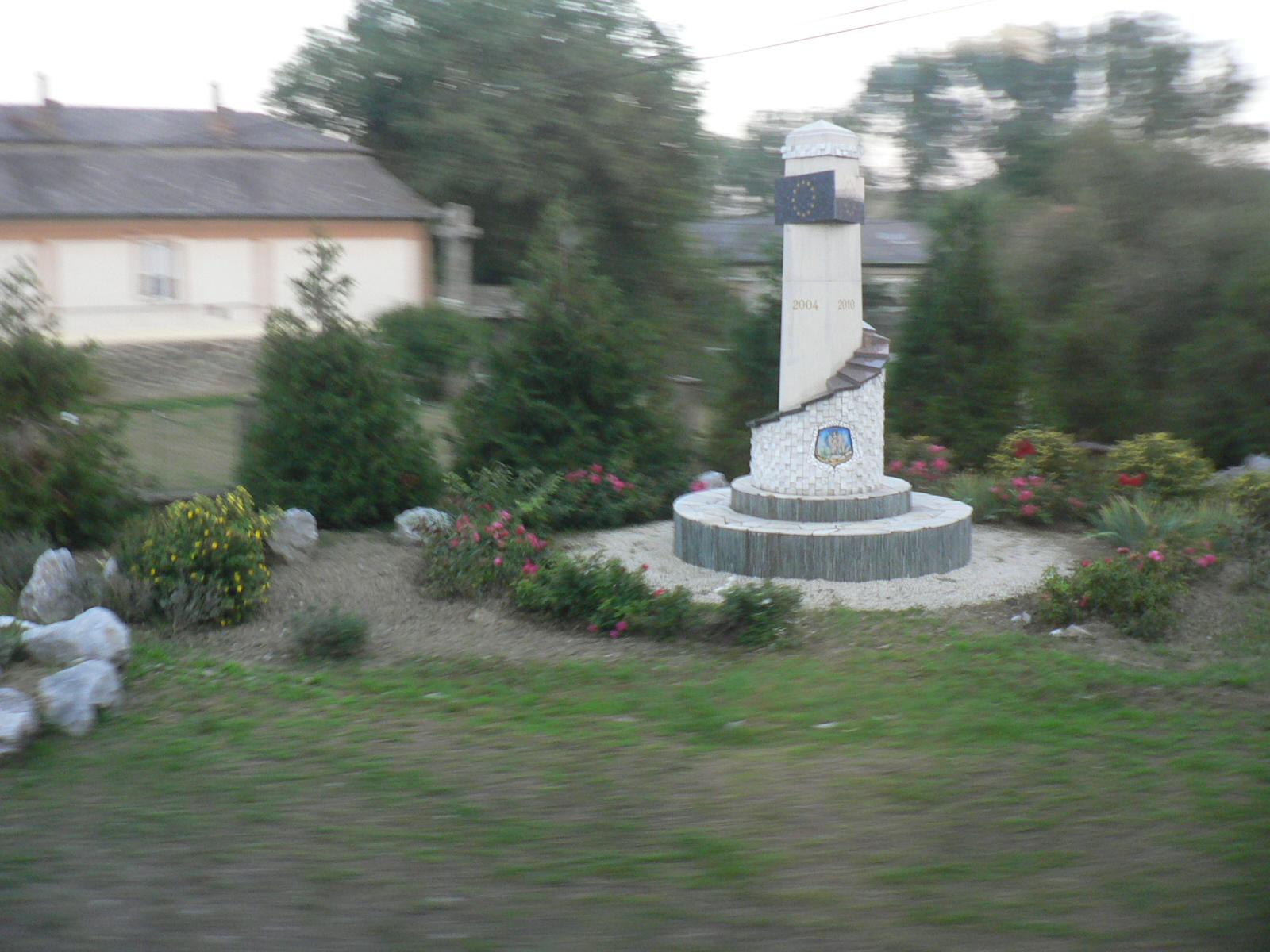
Emlékpark a falu központjában
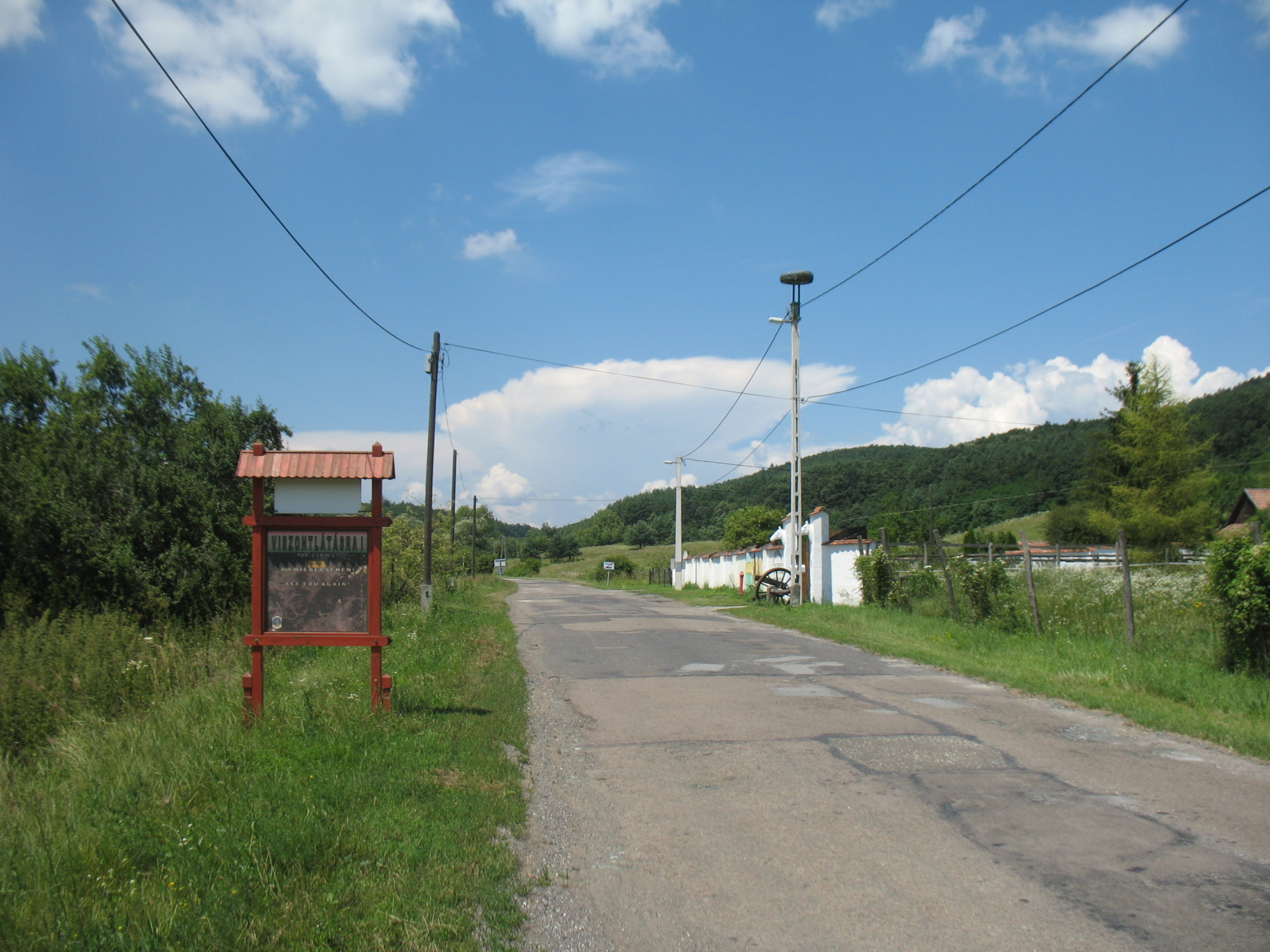
Gólyafészek Bekölcén
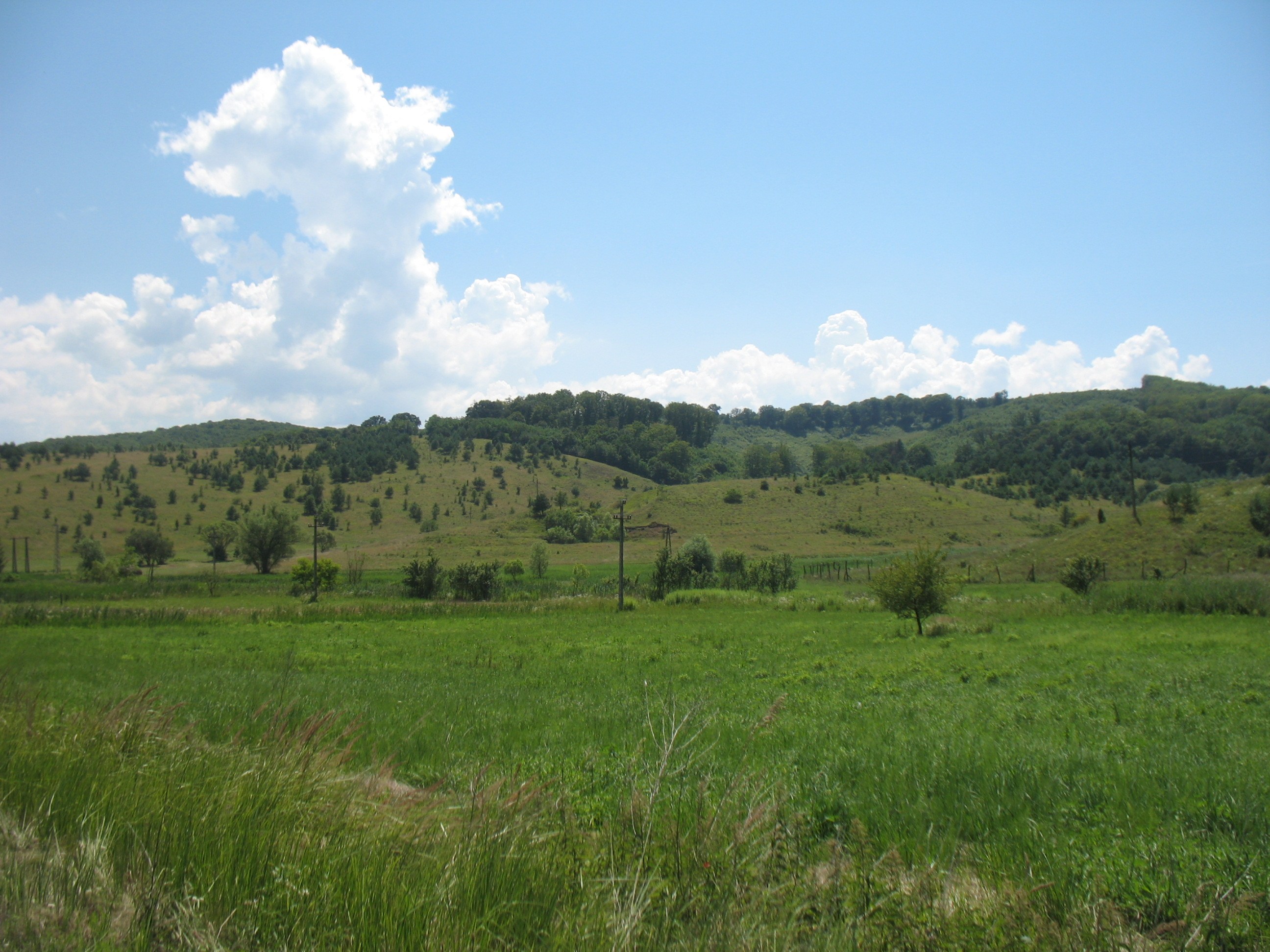
Bekölcei tájkép